# ولاية البصرة
ولاية البصرة (بالتركية العثمانية: ولايت بصره) هي إحدى ولايات الدولة العثمانية الجنوبية عاصمتها البصرة. أسست عام 1875 وبقيت حتى بداية الحرب العالمية الأولى عام 1914. كانت مساحتها الإدارية تمتد من أعالي منطقة علي الغربي شمالاً حيث تبدأ حدود ولاية بغداد حتى لواء الإحساء ولواء نجد. وهي تشمل الكويت وقطر والمنطقة الشرقية. بعد الحرب العالمية الأولى شكلت ولاية البصرة مع ولاية بغداد وولاية الموصل منطقة الانتداب البريطاني في اتفاقية سايكس بيكو المعقودة بين فرنسا وبريطانيا عام 1917 م، ومن ثم شكلت في ما بعد المملكة العراقية.

## التاريخ
كانت البصرة جزءا من ولاية بغداد، حتى عهد مدحت باشا والي بغداد والذي شرع في توسيع رقعة الولاية بشن حملة عسكرية عام 1871 في شرق الجزيرة العربية ضد القطيف والهفوف ضد الدولة السعودية الثانية والتي كانت في حالة حرب أهلية بين أبناء الامام فيصل بن تركي آل سعود. وبعد ان نجاح الحملة في الاستيلاء على الاحساء والقطيف قام مدحت باشا بضم الأراضي الجديدة إلى ولاية بغداد كما قام بمنح حاكم الكويت لقب قائم مقام تقديرا لجهوده في الحملة. كما منح ذات اللقب لحاكم قطر.
وفي عام 1875 تأسست ولاية البصرة والتي شملت إضافة إلى مدينة البصرة والكويت وقطر والاحساء والقطيف، وكان ناصر الأشقر أول والي لها، إلا إنها لم تستمر لمدة طويلة حيث اندمجت مرة أخرى مع ولاية بغداد عام 1880، إلى ان انفصلت مرة أخرى عام 1884م حينما حُول سنجق البصرة إلى ولاية، وفصلت السناجق الجنوبية لولاية بغداد لتضم لولاية البصرة.

## التقسيمات الإدارية التابعة لولاية البصرة
- لواء البصرة: (قضاء البصرة، قضاء القرنة، قضاء الفاو، قضاء الكويت)
- لواء المنتفك: (قضاء المنتفك، قضاء الحي)
- لواء العمارة: (قضاء العمارة، قضاء طويرج)
- لواء نجد: (قضاء الهفوف، قضاء القطيف، قضاء قطر)
- لواء القصيم: (قضاء بريدة، قضاء الرياض)

## الوضع السياسي للكويت

ولاية البصرة 1900

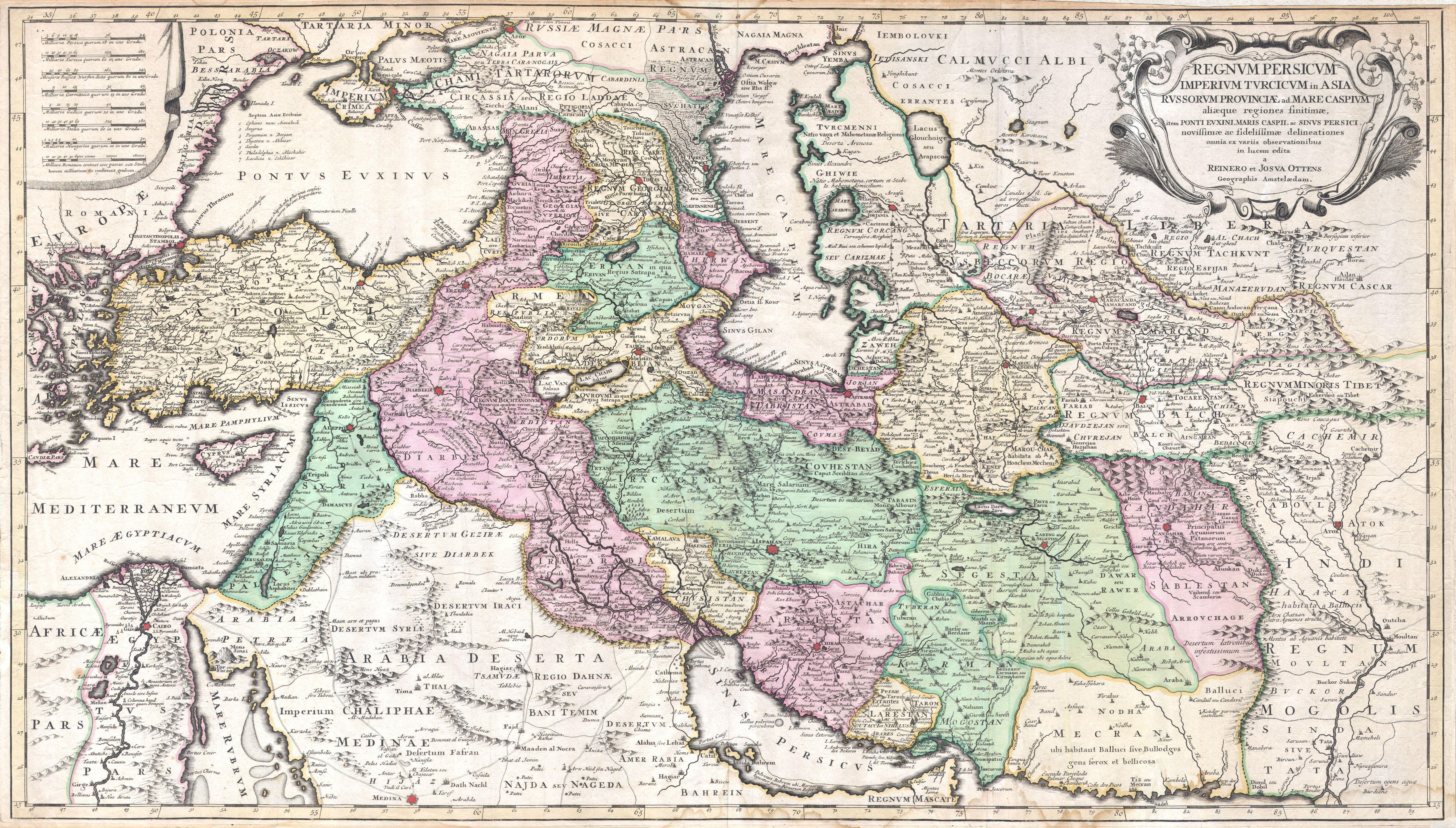
خاطة ترجع للعام 1730 لحدود الدولة العثمانية وقد كتب على الكويت اسم "portus cathema" أي ميناء كاظمة وهي خارج حدود الدولة العثمانية

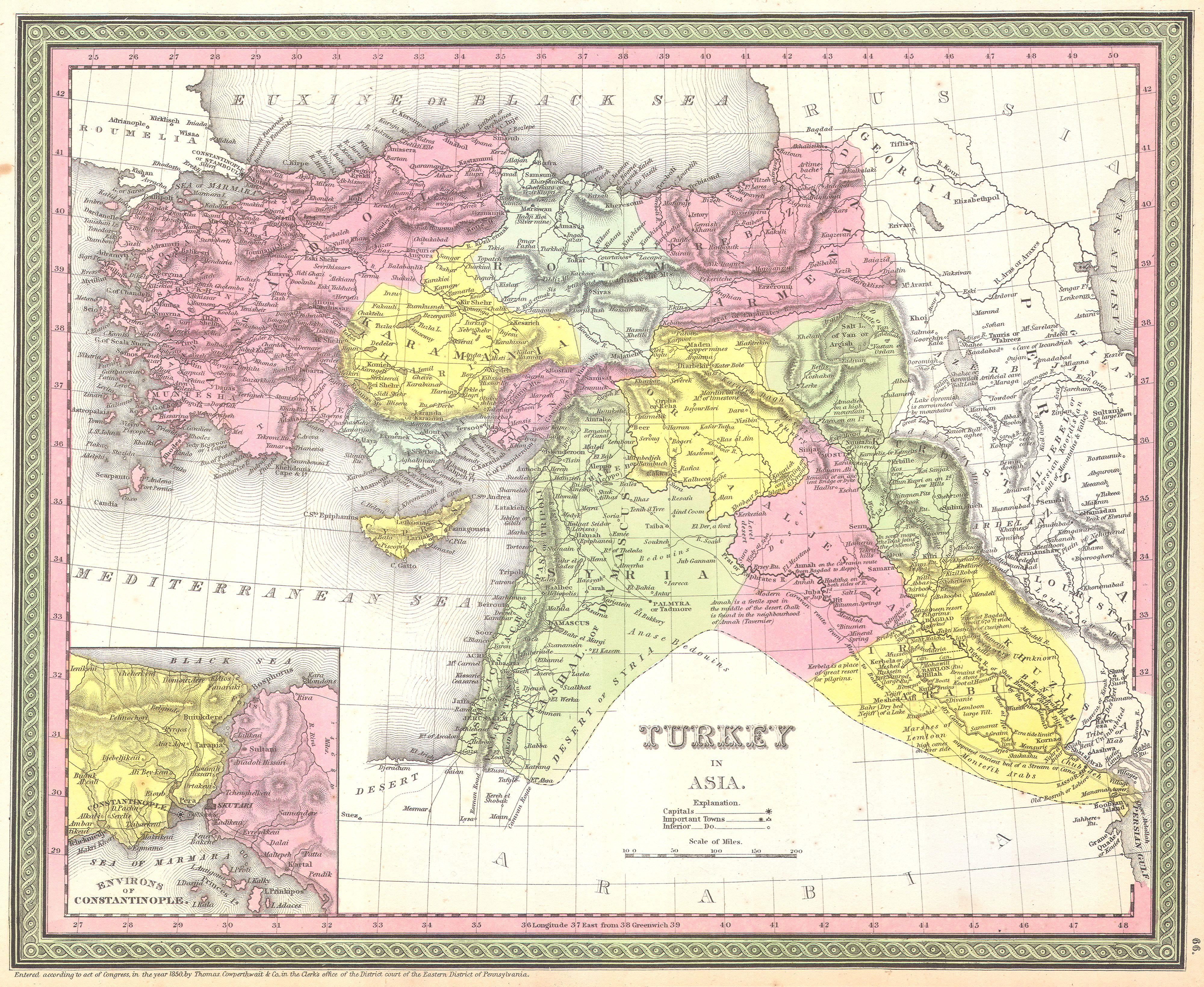
خارطة ترجع للعام 1850 لحدود الدولة العثمانية في آسيا تظهر الكويت خارج حدود الدولة العثمانية.

ظلت إمارة الكويت مستقلة عن الحكم العثماني حتى عام 1871 حينما شن والي بغداد مدحت باشا حملة عسكرية أسفرت عن احتلال العثمانيين للإحساء والقطيف، وقامت الكويت بدعم الحملة وشارك حاكمها الشيخ عبد الله الصباح بإسطول بحري قاده بنفسه وقد ذكر مدحت باشا في مذكراته أن السفن الثمانين التي نقلت المؤنة واللوازم الحربية كانت تابعة لحاكم الكويت كما أرسل حاكم الكويت قوة برية بقيادة أخيه الشيخ مبارك الصباح ضمت العديد من قبائل البدو. بعد نجاح الحملة منح مدحت باشا حاكم الكويت لقب قائم مقام مكافأة له على خدماته للدولة العثمانية وأصبحت الكويت قضاءا تابعا لولاية بغداد وذلك قبل أن تشكيل ولاية البصرة، وعلى الرغم من ذلك ظل لقب قائم مقام الذي حمله حكام الكويت ينظر له كمنصب شرفي إذا تعهدت الدولة العثمانية باستمرار الكويت ذاتية الحكم. ولم تتواجد أي إدارة مدنية عثمانية داخل الكويت ولا أي حامية عسكرية عثمانية في مدينة الكويت ولم يخضع الكويتيون للتجنيد في خدمة الجيش العثماني كما لم يدفعوا أي ضربية مالية للأتراك.
وقد كتب والي بغداد مدحت باشا في مذكراته عن الكويت ما نصه:
وكان تأسيس الكويت يرجع إلى العام 1613 والتي كانت منذ تأسيسها مستقلة عن الحكم والقوانين العثمانية الأمر الذي ساهم في ازدهارها اقتصادياً. ففي عهد عبد الله بن صباح كانت الكويت تفرض ضريبة تصدير واستيراد موحدة تقدر بـ 1%، وفي المقابل كانت البصرة تحصل 3% من قيمة البضائع الآسيوية و7.5٪ من البضائع الأوروبية. كما في عهده تم نقل المحطة التجارية لشركة الهند الشرقية من البصرة للكويت أثر الاضطرابات السياسية في البصرة. وقال في ذلك قوردون لوريمر في كتابه دليل الخليج:
في عام 1899 قام أمير الكويت مبارك الصباح بتوقيع معاهدة حماية مع بريطانيا بطلب من أمير الكويت بهدف مقاومة محاولات الدولة العثمانية بضم الكويت. ورفض أمير الكويت في عام 1900 طلب الحكومة الألمانية المدعوم من قبل الدولة العثمانية بمد خط سكك حديد من برلين مروراً بالدولة العثمانية وينتهي في الكويت. وقام حاكم البصرة في بدايات القرن العشرين بمصادرة جميع أراضي وممتلكات أمير الكويت وعائلته في البصرة والفاو بحجة أنه ليس عثمانياً وغير مسجل وأسرته في «سجل النفوس». وفي عام 1913 رسمت بريطانيا الحدود بين الكويت والدولة العثمانية في المعاهدة الأنجلو-عثمانية وقد نصت المادة السابعة من المعاهدة على أن يبدأ خط إشارات الحدود من مدخل خور الزبير في الشمال ويمر مباشرة إلى جنوب أم قصر وصفوان وجبل سنام حتى وادي الباطن وتبعية جزر بوبيان ووربة وفيلكا وقاروه ومسكان للكويت، أضافت المادة السادسة أن تبعية القبائل الداخلة ضمن هذه الحدود ترجع للكويت، ولم تشر الاتفاقية إلى تبعية الكويت لولاية البصرة.

## الوضع السياسي لقطر
بعد الحملة العثمانية على الإحساء سافر حاكم الكويت الشيخ عبد الله بن صباح الصباح إلى الدوحة حيث قابل محمد آل ثاني في يوليو 1871 وعرض عليه الحماية العثمانية ورفع الرايات العثمانية، ومنحت الدولة العثمانية حاكم قطر لقب قائم مقام.

## الوضع السياسي لنجد
بالرغم من أن نجد غير خاضعة للدولة العثمانية فقد أنشأ العثمانيون ضمن ولاية البصرة لواء القصيم وجعلوه يتألف من قضاء بريدة وقضاء الرياض وقسموا قضاء بريدة إلى ناحيتين هما بريدة وعنيزة أما الرياض فقد جعلت من 3 نواحي هي ناحية الرياض وناحية الوشم وناحية السدير. وكانت الدولة السعودية الثانية تبسط سيطرتها على هذه المناطق حتى عام 1891 حيث ضمت الرياض إلى دولة آل رشيد في حائل. وبعد عام 1901 بدأ الملك عبد العزيز آل سعود تأسيس الدولة السعودية الثالثة بفتحه للرياض.

## وُلاة ولاية البصرة
قال علي ظريف الأعظمي في كتابه (مختصر تاريخ البصرة) "كانت البصرة متصرفية إلى أيام السلطان عبد الحميد الثاني وظلت على حالها حتى إذا ما كانت سنة 1301 هـ جُعِلَت ولاية عثمانية فتوالى عليها الوُلاة الأتراك الذين كانوا يُرسلون من الأستانة وكان معظمهم من المستبدين في الأحكام لا يبالون بالظلم وقبول الرشوة وابتزاز أموال الناس...ومن أشهر هؤلاء الولاة المشير نافذ باشا الذي تولى سنة 1305 هـ وهداية باشا المتولي سنة 1309 هـ وفخري باشا الذي تولى وكالةً الولاية في سنة 1322 هـ ومخلص باشا المتولي سنة 1322 هـ غير أن هذين الأخيرَين مِن خِيرة الوُلاة الذين جاؤوا في العهد الحميدي خصوصاً مخلص باشا فإنه كان من المصلحين. على أننا لا ننكر أن هذه المدينة زادت عمارتها ونفوسها في عهد السلطان عبد الحميد خان الثاني وصارت حسَنة الأسواق كثيرة العمائر".
| الوالي               | فترته                                | تعليق                                                                           |
| ناصر بن راشد السعدون | 1292 إلى 1294 هـ/ 1875 إلى 1877م     | هو نفسه شيخ المنتفق                                                             |
| محمد منير باشا       | 1294 إلى 1295/ 1877 إلى 1878         | كان قائد الجيش بالبصرة ، رتبته فريق، عُيّن وكالةً بعد ذهاب الوالي ناصر إلى اسطنبول |
| عبد الله باشا الكرد  | 1295 إلى 1296 هـ/ 1879               |                                                                                 |
| ثابت باشا            | 1296 إلى 1297 هـ إلى 1879 إلى 1880 م |                                                                                 |
| مظهر باشا            | 1297 إلى 1299 هـ/ 1880 إلى 1882      | عُيّن متصرفاً بعد تحول البصرة من ولاية إلى مُتصرفية                                 |
| علي رضا باشا         | 1301 إلى 1304 هـ/ 1884 إلى 1887 م    |                                                                                 |